# William Joseph Levada
William Joseph Levada (Long Beach, 15 giugno 1936 – Roma, 26 settembre 2019) è stato un cardinale, arcivescovo cattolico e teologo statunitense.

## Biografia

### Ministero sacerdotale
Il cardinale Levada è nato il 15 giugno 1936 a Long Beach.
Il 20 dicembre 1961 fu ordinato presbitero, nella basilica di San Pietro in Vaticano, dall'arcivescovo Martin John O'Connor per l'arcidiocesi di Los Angeles.
Dal 1976 al 1983 fu officiale della Congregazione per la dottrina della fede.

### Ministero episcopale e cardinalato

#### Vescovo ausiliare di Los Angeles
Il 25 marzo 1983 fu nominato vescovo ausiliare di Los Angeles e vescovo titolare di Capri da papa Giovanni Paolo II. Il 12 maggio seguente ricevette l'ordinazione episcopale, nella cattedrale di Santa Bibiana a Los Angeles, dal cardinale Timothy Manning, co-consacranti i vescovi John James Ward e Juan Alfredo Arzube.

#### Arcivescovo di Portland
Il 1º luglio 1986 fu trasferito alla sede metropolitana di Portland.
Dal 1986 al 1992 fu l'unico statunitense a far parte del comitato redazionale che scrisse il Catechismo della Chiesa cattolica (comitato che lavorò sotto la supervisione di una commissione interdicasteriale guidata dal cardinale Ratzinger).

#### Coadiutore, poi arcivescovo di San Francisco
Il 17 agosto 1995 fu nominato arcivescovo coadiutore di San Francisco. Succedette all'arcivescovo John Raphael Quinn il 27 dicembre dello stesso anno.
Come arcivescovo metropolita di San Francisco non mancò di far sentire il suo dissenso nei confronti delle autorità municipali favorevoli al matrimonio fra gay. Nel febbraio 2004 espresse il suo appoggio a un emendamento costituzionale che stabilisse esplicitamente che poteva definirsi matrimonio solo una unione tra un uomo e una donna, un atto sottoposto a lunghe procedure del Congresso e degli Stati insabbiato però dal Senato americano. Invocò la rinascita di un'apologia cattolica e auspicò un atteggiamento più aggressivo nei confronti dell'invadenza delle sette protestanti in America Latina. Sempre nel 2004 prese le distanze da quei suoi confratelli che avevano impostato una linea dura nei confronti dei politici cattolici abortisti minacciandoli di privarli della comunione.

#### Prefetto della Congregazione per la dottrina della fede
Il 13 maggio 2005 fu nominato prefetto della Congregazione per la dottrina della fede da papa Benedetto XVI (Levada prese il posto proprio di papa Ratzinger, che fu prefetto per 24 anni prima di diventare papa).
Nel gennaio 2006 fu chiamato a testimoniare, a San Francisco, sugli abusi sessuali commessi su minori da alcuni preti dell'arcidiocesi di Portland (dov'era stato arcivescovo dal 1986 al 1995; era infatti l'autorità responsabile dei preti colpevoli di abusi sessuali).
Nel concistoro del 24 marzo 2006 fu creato cardinale da Benedetto XVI con l'assegnazione della diaconia di Santa Maria in Domnica, chiesa paleocristiana sul colle Celio.
Nel maggio 2007 partecipò alla V conferenza episcopale latinoamericana ad Aparecida come membro designato dal papa.
Dall'8 luglio 2009 fu presidente della Pontificia commissione "Ecclesia Dei" per volere di papa Benedetto XVI e dopo le dimissioni del cardinale Darío Castrillón Hoyos. Il papa decise così per tentare un più intenso dialogo con la componente più tradizionalista e di ispirazione lefebvriana.
Nel 2009 ricevette la VII edizione del Premio Internazionale Bonifacio VIII "per una cultura della Pace", conferitogli dall'Accademia Bonifaciana di Anagni, su proposta del rettore presidente Sante De Angelis e del presidente del Comitato scientifico mons. Elio Sgreccia.
In accordo con Benedetto XVI, nel 2010 fu il principale promotore della riforma della procedure della congregazione, che assunse la facoltà di procedere d'ufficio alle indagini e ad informare il Sommo Pontefice per ottenere "per direttissima" la riduzione di un chierico allo stato laicale. La competenza dell'ex Sant'Uffizio fu estesa ai delitti contro la morale, dall'"attentata ordinazione femminile" ai casi di pedofilia, alla violazione del segreto confessionale. Inoltre, la Congregazione fu elevata da tribunale di seconda istanza a tribunale di prima istanza per i crimini di scisma, eresia e apostasia.
Il 2 luglio 2012 papa Benedetto XVI accettò la sua rinuncia per raggiunti limiti di età.
Nel mese di agosto 2015 venne arrestato nelle Isole Hawaii con l'accusa di guida in stato di ebbrezza, e successivamente rilasciato dietro pagamento di una cauzione.
Il 15 giugno 2016, al compimento dell'ottantesimo anno di età, uscì dal novero dei cardinali elettori. Cinque giorni dopo optò per l'ordine presbiterale, mantenendo invariata la diaconia elevata pro hac vice a titolo presbiterale.
Morì a Roma il 26 settembre 2019. Il 27 settembre, alle ore 12, all'altare della Cattedra della basilica di San Pietro in Vaticano, si tennero le esequie presiedute dal cardinale Tarcisio Bertone. Al termine della celebrazione eucaristica papa Francesco presiedette il rito dell'ultima commendatio e della valedictio.
Le esequie in patria si tennero il 24 ottobre 2019 alle ore 10 nella cattedrale di Santa Maria Assunta a San Francisco e furono presiedute dall'arcivescovo Salvatore Joseph Cordileone mentre l'omelia venne pronunciata dall'arcivescovo di Santa Fe John Charles Wester. Al termine del rito la salma venne tumulata nella cappella degli arcivescovi del Holy Cross Catholic Cemetery di Colma.

##### Pedofilia e Corte penale internazionale
Nel settembre 2011 il gruppo di associazioni delle vittime dei preti pedofili Snap (Survivors network of those abused by priests) e il Centro per i diritti costituzionali (Center for Constitutional Rights) hanno depositato presso la Corte penale internazionale dell'Aia un ricorso in cui accusano papa Benedetto XVI, il segretario di Stato cardinale Tarcisio Bertone, il suo predecessore, il cardinale Angelo Sodano, e il prefetto della Congregazione per la dottrina della fede, cardinale William Levada, di crimini contro l'umanità per la presunta copertura dei reati commessi da sacerdoti contro i minori.
Nel febbraio del 2012 l'accusa viene ritirata in seguito a una notifica da parte dello stesso avvocato Jeff Anderson che cercò di incolpare Benedetto XVI e i cardinali Bertone, Sodano e Levada. Come ha spiegato l'avvocato della Santa Sede Jeffrey S. Lena, la notifica ha provocato «l'archiviazione immediata della causa, senza che sia necessaria una sentenza in merito emanata dalla corte». Il motivo di tale scelta è spiegato dallo stesso avvocato Lena: «Hanno ritirato tutto perché sapevano che avrebbero perso se avessero continuato a perseguire il caso. Non volevano una pronuncia negativa da parte del giudice» infatti, se si fosse continuato, l'assoluzione avrebbe fatto giurisprudenza.
L'archiviazione delle accuse non ha ricevuto da parte dei media una visibilità analoga a quella concessa all'avvio del caso giudiziario.

## Genealogia episcopale e successione apostolica
La genealogia episcopale è:
- Cardinale Scipione Rebiba
- Cardinale Giulio Antonio Santori
- Cardinale Girolamo Bernerio, O.P.
- Arcivescovo Galeazzo Sanvitale
- Cardinale Ludovico Ludovisi
- Cardinale Luigi Caetani
- Cardinale Ulderico Carpegna
- Cardinale Paluzzo Paluzzi Altieri degli Albertoni
- Papa Benedetto XIII
- Papa Benedetto XIV
- Papa Clemente XIII
- Cardinale Bernardino Giraud
- Cardinale Alessandro Mattei
- Cardinale Pietro Francesco Galleffi
- Cardinale Giacomo Filippo Fransoni
- Cardinale Carlo Sacconi
- Cardinale Edward Henry Howard
- Cardinale Mariano Rampolla del Tindaro
- Cardinale Rafael Merry del Val y Zulueta
- Cardinale Giovanni Vincenzo Bonzano
- Arcivescovo Edward Joseph Hanna
- Arcivescovo John Joseph Cantwell
- Arcivescovo Joseph Thomas McGucken
- Cardinale Timothy Manning
- Cardinale William Joseph Levada

La successione apostolica è:
- Vescovo Tod David Brown (1989)
- Arcivescovo Alexander Joseph Brunett (1994)
- Arcivescovo John Charles Wester (1998)
- Vescovo Joseph Anthony Pepe (2001)
- Vescovo Ignatius Chung Wang (2003)
- Vescovo Clarence Richard Silva (2005)
- Arcivescovo Joseph Augustine Di Noia, O.P. (2009)